# 華沙尖塔
華沙尖塔（波蘭語：Warsaw Spire）是一座位於波蘭華沙的新現代主義建築辦公群，是由比利时的房地產開發商Ghelamco負責建造。
華沙尖塔於2016年5月12日正式啟用。目前該建築是華沙第三高的摩天大樓，僅次於華沙塔和科学文化宫。

## 沿革
華沙尖塔設施是由三座建築組成：一座180米公尺的雙曲面結構摩天大樓A（若以尖頂計算則為220公尺）和兩座個別約55公尺高的副樓B與C，其建築物的總面積約10萬平方公尺。
自2012年以來，歐洲邊境和海岸警衛隊(FRONTEX) 的總部一直設在大樓的6至13層。
2014年12月，比利時創意照明和視覺設計實踐組織用光繪畫（Painting with Light）曾在塔上安裝了一個巨大的霓虹燈標誌，上面寫著“Kocham Warszawę”（“我愛華沙”）. ，並放置在部分仍在建造的主塔上層。 由於立面組裝在後續工程取得進展，霓虹燈標誌後於2015年7月上旬被拆除。2016年5月，一個更高級版本的標誌設立至塔頂，用於建築物的開放。
2017年，該建築在法國戛納所舉辦的MIPIM國際房地產博覽會上榮獲MIPIM全球最佳辦公和商業發展獎。

## 外部連結
维基共享资源上的相關多媒體資源：華沙尖塔
52°13′59″N 20°59′5″E / 52.23306°N 20.98472°E